# 4092 Tyr
4092 Tyr је астероид главног астероидног појаса са средњом удаљеношћу од Сунца која износи 2,632 астрономских јединица (АЈ).
Апсолутна магнитуда астероида је 13,1.